# 1982年のラジオ (日本)
1982年のラジオ (日本)では、1982年の日本のラジオ番組、その他ラジオ界の動向について記す。

## 主な番組関連の出来事

### 8月
- 1日（7月31日深夜） - TBSラジオで1967年7月から放送されていた深夜帯のラジオ番組『パックインミュージック』がこの日をもって放送終了。15年の歴史に幕。

## 主なその他ラジオ関連の出来事
- 3月31日 - NHK放送センター（東京）のラジオ第1放送の送信所が川口から菖蒲久喜に移転。同時に出力を100kWから300kWに増力する[1]。

## 開局
- 2月1日 - エフエム愛媛
- 9月15日 - エフエム北海道
- 10月1日 - エフエム長崎
- 12月1日 - エフエム仙台
- 12月5日 - 広島エフエム放送

## 特別番組

### 1月放送
- 3日 - オールナイトニッポンスペシャル 1000年女王・超人ロック（ニッポン放送）[2]

### 4月放送
- 3日 - 4日
  - 30時間キンキンキラキラ大放送 ラジオはくらしの太陽だ（文化放送）[3]

### 5月放送
- 1日 - 2日
  - ふれあいほほえみ・愛あ〜るラジオ30年（東北放送）[4][5]
  - ハツラツ新潟（新潟放送）[6]

### 8月放送
- 14日 - 15日
  - KNB開局30周年記念特別番組 ビッグ30 ふれあいラジオ大放送 〜ラジオはくらしの友達だ〜（北日本放送）[7]

### 10月放送
- 1日 - ありかどうの30年（中国放送）[8][9]
- 30日 - 11月1日 - マイ・ラブ・シズオカ（静岡放送）[8]

### 11月放送
- 28日 - ロンザム・カーボーイ・ミッドナイト・クルージング

## 開始番組

### 1982年2月放送開始
毎日放送
- 11日 - ラジオウォーク

エフエム愛媛
- 月内 - タウン!たうん!TOWN!

### 1982年4月放送開始
NHKラジオ第1放送
- 5日
  - 芸能ダイヤル
  - ビジネス情報
  - NHKジャーナル
- 6日 - サイエンスウィークリー
- 7日 - 文化時評
- 8日 - わたしの海外日記
- 9日 - 現代教育事情
- 10日 - 健康談話室
- 11日 -  わがふるさと

NHKラジオ第2放送
- 5日 
  - NHKラジオセミナー
  - 青春を生きる
- 6日 - わたしの教育談議
- 10日 - 今日の医学
- 11日 
  - 邦楽のたのしみ
  - ラジオ名作劇場
  - NHKの国際放送から
- 25日 - 現代文明展望

NHK-FM放送
- 5日 - 名曲サロン
- 25日 - サンデークラシックコンサート

青森放送
- 5日 - おはようワイドあおもり

山形放送
- 月内 - YBCさわやかジャーナル[10]

ラジオ福島
- 1日 - rfcワイド午後1番[10]
- 月内 - ミュージックストリート夜はこれから

東京放送
- 月内
  - 男は度胸 女も度胸
  - ラジオ・アングル

文化放送
- 月内 
  - ライオンズナイター レオ仲間大集合
  - リクエスト30

ニッポン放送
- 2日 - ラジオっ娘のオールナイトニッポン
- 5日
  - お早ようアンコー何かいいことありそうな
  - 桑田佳祐のミスターポップス!
- 6日 - 山口良一のオールナイトニッポン
- 8日 - 谷山浩子のオールナイトニッポン
- 10日 
  - ラジオ広場 やあ!裕次郎です
  - こちら女学院前 伊集院与作のまろはごきげん!

東海ラジオ放送
- 5日 - アマチンのラジオにおまかせ[10]

近畿放送
- 月内 - ふれあい情報にしひがし[10]

朝日放送
- 5日 - ABC星空ワイド

MBSラジオ
- 5日 - おはよう上田彰です

ラジオ関西
- 1日 - 真夜中ギンギラ大放送[10]

和歌山放送
- 月内 - さわやかワイドハッピーナイン[10]

山陽放送
- 10日 - 土曜ジャンボ![10]

九州朝日放送
- 月内 - カプセルマガジン

長崎放送
- 月内 - ひろさんのおまかせワイド[10]

エフエム東京
- 1日 - サントリー・サウンドマーケット[10]

ラジオたんぱ第2放送
- 1日 - NEWS TODAY[3][10]

### 1982年6月放送開始
エフエム東京
- 5日 - 夜明けのプレリュード

### 1982年7月放送開始
ラジオ福島
- 10日 - 福島ジャズ・タイム

### 1982年8月放送開始
東京放送
- 3日 - サウンド・ストームDjango[10]

エフエム東京
- 7日 - GOOD VIBRATION 〜渡辺香津美のドガタナ・ワールド〜

### 1982年9月放送開始
中部日本放送
- 13日 - シンマとミミの歌謡ドライブ

エフエム北海道
- 月内
  - おはようJOFU
  - FMフレッシュワイド 気ままなモーニング
  - FMスカイステーション
  - 小三治のFM高座

### 1982年10月放送開始
TBSラジオ
- 4日
  - るんるんナイト ワオ!
  - 久実の長いつきあい
  - 庄野真代・ルック・ときめきエトランゼ
- 月内
  - 共石イブニングライブラリー 〜ライバル達の物語〜
  - 小川哲哉のぶっちぎりラジオ[10]
  - 演歌一番鶏
  - アニメ・シティ

文化放送
- 4日
  - 桂竜也の人生ど真ん中[10]
  - 圓蔵のみんなでヨイショ!
  - ダイナミックレーダー 歌謡ヒットパレード
  - 突撃!歌謡大行進
  - ユーミン・ランド
  - 野沢那智の東京サンセット
  - 中森明菜「ひとつめのサヨナラ」[11]
  - ハッとミラクル!!電リクナイター'82[10]
- 10日 - パープルエクスプレス

ニッポン放送
- 4日 - オジンはバッテン!まるごとヤングミュージック[10]
- 月内
  - 超人ロック
  - 作詞でサクセス ビバヤング作詞大賞
  - いまラジオ時代

CBCラジオ
- 4日
  - 小堀勝啓のわ!Wide とにかく今夜がパラダイス
  - 今夜もシャララ ぽっぷるfeeling[10]
- 17日 - CBCサンデースペシャル・全日本歌謡ベスト50

MBSラジオ
- 4日
  - MBS電話リクエスト ザ・ヒットナウ20[10]
  - MBSミスキャンパスDJ[10]
- 9日 - ウィークエンド・イングス

ラジオ大阪
- 4日 - お元気ですか!ラジオ大阪です[10]
- 9日 - 春蝶のだから土曜日
- 月内 - リクエスト・パラダイス[10]

山陰放送
- 月内 - みずえとすーさんのくるくる放送局 これしかナイト日曜日

南海放送
- 5日 - Sun サン・ワイド

エフエム長崎
- 月内 - FMモーニング長崎

南日本放送
- 月内 - アニメでGo!Go!

エフエム東京
- 4日 - ソニー・デジタル・サウンド[10]

ラジオたんぱ
- 2日 - セクシー・オールナイト
- 月内 - 春日八郎のしんみり演歌大全集

### 1982年11月放送開始
ニッポン放送
- 6日
  - もうやめられない! ナッチャコのおじゃまな関係
  - 谷山浩子のニャンニャンしてネ!

### 1982年12月放送開始
エフエム仙台
- 月内 - ミュージック ア・ラ・カルト

広島エフエム放送
- 月内
  - FMモーニングワイド JOGUでごきげん
  - アベニュー12
  - FM歌謡春秋
  - ひろしまマイ・シティ

## 終了番組

### 1982年3月放送終了
NHKラジオ第2放送
- 20日 - ピッポピッポボンボン

### 1982年4月放送終了
NHKラジオ第1放送
- 4日 - 邦楽鑑賞会

NHKラジオ第2放送
- 3日 - 大学講座

### 1982年7月放送終了
東京放送
- 31日 - パックインミュージック

### 1982年9月放送終了
CBCラジオ
- 10日 - ダイマル・ラケットのみんなの歌謡曲

### 1982年10月放送終了
文化放送
- 1日 - 桂竜也の夕焼けワイド

### 1982年12月放送終了
ニッポン放送
- 30日 - ザ・パンチ・パンチ・パンチ